# تعمية ماسونية
التعمية الماسونية أو تعمية الصليب الوردي أو تعمية لعبة إكس-أو (بالفرنسية: Chiffre des Francs-maçons؛ بالإنجليزية: Pigpen cipher) هي طريقة تعمية بالإعاضة، يُعوَّض كل حرف بشكل معين، يتم التعرف على مكونات الجمل أو الكلمات المكتوبة بالأشكال بطريقة سهلة اعتمادا على تحليل التكرار.

## التاريخ
اُخترعت واُستعملت هذه التعمية من قبل الماسونيين في القرن 18. تم إحداث نسخة أخرى من هذه التعمية من قبل هاينريش كورنيليوس أجريبا في كتابه «الفلسفة الخفية» (De occulta philosophia). وفي هذا التغيير لم يأخذ في الحسبان كل الحروف الأبجدية.

## المبدأ
أولا يتم رسم خطوط في شكل أسيجة متقاطعة أين يتم وضع الحروف، ولا يتبقى بعد ذلك سوى نسخ شكل القطعة التي يوجد فيها الحرف.

يوجد أسفله في الصورة مثالا للأحرف اللاتينية المقسمة على أربع أجزاء كبيرة.

في أسفل الصورة يوجد مثال لتعمية كلمة «ويكيبيديا» بالأحرف اللاتينية «Wikipedia».

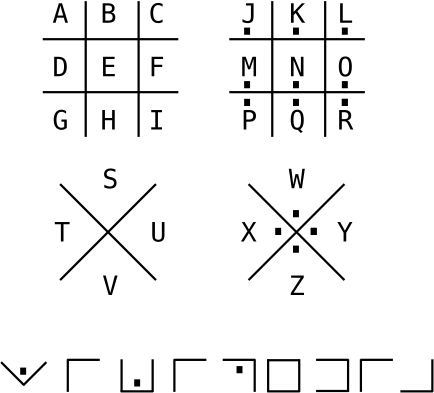
حروف التعمية الماسونية، وفي أسفل الصورة يوجد معمى لكلمة Wikipedia.

## مقالات ذات صلة
- نظام لانا، هو ترميز معتمد للمكفوفين مشابه للتعمية الماسونية.
- استخراج المعمى
- علم التعمية

## روابط خارجية
- التعمية الماسونية.